# Prioniturus verticalis
Prioniturus verticalis là một loài chim trong họ Psittacidae.